# Ligne de Kerava à Vuosaari
La ligne de Kerava à Vuosaari ou Voie ferrée portuaire de Vuosaari (finnois : Vuosaaren satamarata est une voie ferrée du réseau de chemin de fer finlandais qui va de Kerava au port de Vuosaari.

## Caractéristiques
Après la gare de Savio, la ligne passe par le plus long tunnel ferroviaire de Finlande, le tunnel ferroviaire de Savio, long de 13,5 kilomètres,.
À son point le plus bas, le tunnel est à -20 mètres d'altitude.

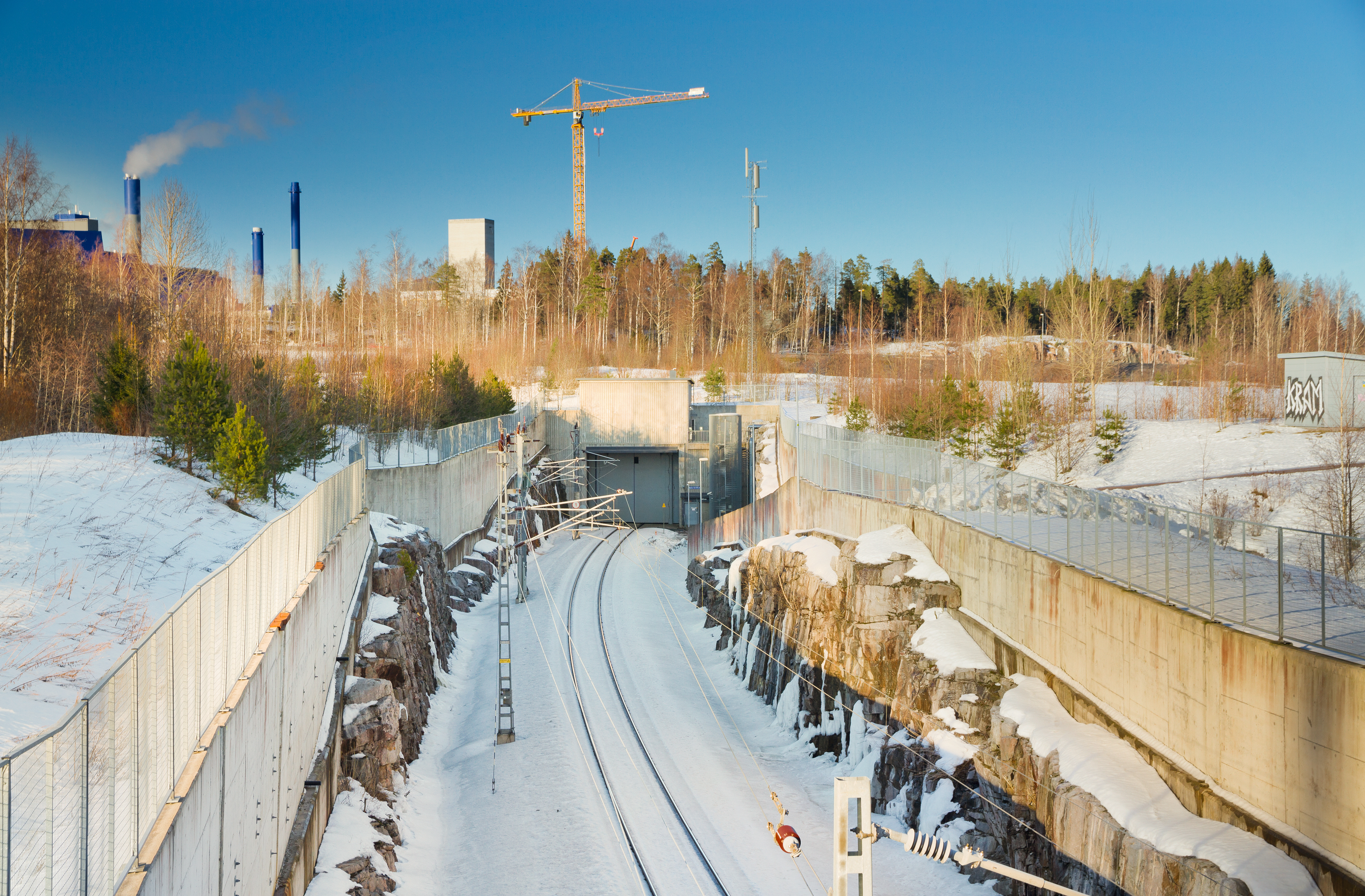
L'entrée nord du tunnel ferroviaire de Savio est située à Kerava et l'entrée sud (sur la photographie) à Länsisalmi.

## Exploitation
La voie ferrée du port est utilisée uniquement pour le trafic de marchandises. La voie ne pouvait pas être utilisée pour le trafic de passagers, car la section du tunnel ne dispose pas de sorties de secours ou d'autres équipements de sécurité nécessaires pour les passagers.
La ligne est exploitée principalement avec des locomotives Sr2 (fi) et Sr3. La vitesse maximale autorisée est de 80 kilomètres à l'heure et le poids maximal autorisé par essieu est de 25 tonnes.
La ligne a une liaison de transport de marchandises directe vers Hefei en Chine, et en 2018, la liaison a commencé à fonctionner deux fois par mois.
Par rapport au fret aérien, les coûts de connexion ont été fortement diminués, et le temps de transport de 18 jours n'est qu'un tiers par rapport au fret maritime.
La ligne transporte en majeure partie de la pâte à papier, qui est exportée par le port de Vuosaari, soit environ 800 000 tonnes.
Les volumes transportés ont augmenté lorsque la nouvelle usine de bioproduits d'Äänekoski a commencé à utiliser la ligne en 2017,.
En 2018-2019, la quantité de marchandises était d'environ 1,5 million de tonnes, et en 2019, la voie était utilisée par une moyenne de quatre ou cinq trains par jour.

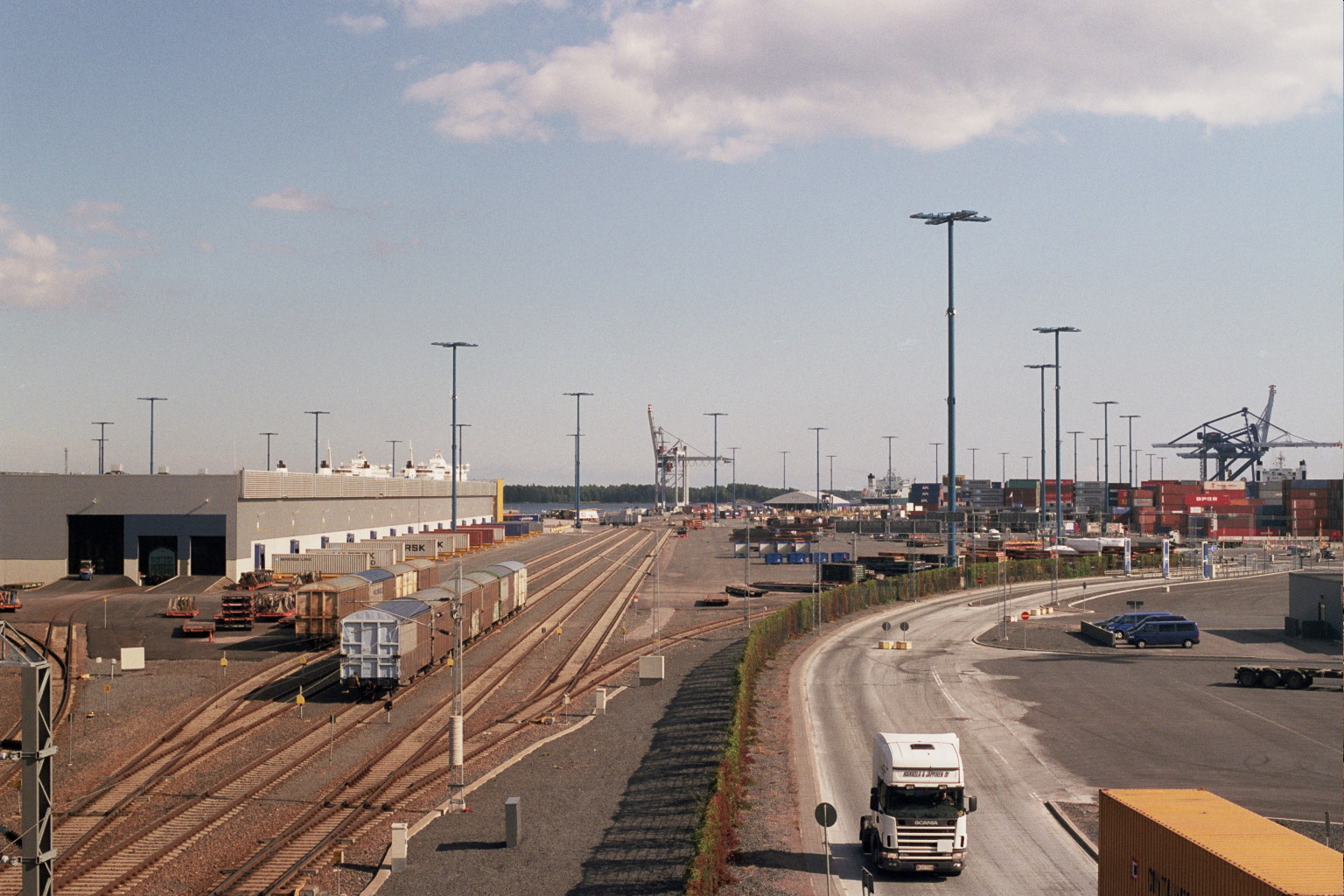
Le port de Vuosaari.